# Aeroporto Internacional de Dallas/Fort Worth
O Aeroporto Internacional de Dallas/Fort Worth (em inglês:  Dallas/Fort Worth International Airport), inaugurado em 13 de janeiro de 1974, é o aeroporto mais movimentado da região centro-sul dos Estados Unidos e um dos dez mais movimentados em termos de passageiros por ano do mundo. Atende primariamente à região de Dallas e Fort Worth, localizada no estado americano do Texas. O Aeroporto Internacional de Dallas/Fort Worth localiza-se quase exatamente entre Dallas e Fort Worth. A principal linha aérea operando no aeroporto é a American Airlines, que responde por 86% do movimento total de passageiros no aeroporto. Antes da sua inauguração, o aeroporto que servia Dallas era o Aeroporto de Dallas Love Field.
No entanto, apesar da sua inauguração ter sido em 1974, a verdadeira estreia ocorrera no ano anterior com a aterragem de um avião supersónico Concorde, operação destinada a assinalar a conclusão das obras. Foi o primeiro aeroporto norte-americano a receber um Concorde. Na época de inauguração foi o aeroporto mais caro de sempre a ser construído. 
Tem sete pistas, quatro das quais com cerca de 4080 metros de extensão. Depois há uma com 2835, outra com 2743 e uma com 2591. É por isso o único aeroporto no mundo com quatro pistas pavimentadas com mais de quatro quilómetros de extensão. Dispõe também de cinco terminais. 
A 2 de agosto de 1985 um Lockheed da Delta Air Lines teve um acidente no aeroporto, provocando a morte de oito tripulantes e de 128 passageiros, assim como de uma pessoa que estava em terra.
Três anos mais tarde, a 31 de agosto de 1988, um Boeing 727 da Delta Air Lines despenhou-se depois da descolagem, provocando a morte de dois tripulantes e de doze passageiros.

## Ligações Aéreas

### Nacionais
| Companhias Aéreas              | Destinos |
| ------------------------------ | --- |
| Alaska Airlines                | Portland - Seattle |
| American Airlines (Focus City) | Abilene - Aguascalientes - Albuquerque - Alexandria - Amarillo - Atlanta - Austin - Baltimore - Baton Rouge - Bentonville - Birmingham - Boston - Brownsville - Cedar Rapids - Charlotte - Chicago - Chihuahua - Cincinnati - Cleveland - College Station - Colorado Springs - Columbus - Corpus Christi - Dayton - Denver - Des Moines - Durango - El Paso - Fort Lauderdale - Fort Myers - Fort Smith - Garden City - Grand Junction - Grand Rapids - Greenville - Gulfport - Houston - Huntsville - Indianapolis - Jackson - Jacksonville - Joplin - Kansas City - Killeen - Knoxville - Lafayette - Laredo - Las Vegas - Lawton - Little Rock - Longview - Los Angeles - Louisville - Lubbock - Madison - Manhattan - McAllen - Memphis - Miami - Midland - Milwaukee - Minneapolis - Moline - Monroe - Montgomery - Nashville - Nova Iorque - Nova Orleans - Oklahoma City - Omaha - Ontario - Orange County - Orlando - Palm Springs - Peoria - Pensacola - Philadelphia - Phoenix - Raleigh - Reno - Sacramento - Salt Lake City - San Angelo - San Antonio - San Diego - San Jose - Santa Fe - São Francisco - Seattle - Shreveport - Springfield - St. Louis - Tampa - Texarkana - Torreon - Tyler - Tulsa - Valparaiso - Waco - Washington - West Palm Beach - Wichita - Windsor Locks |
| Delta Air Lines                | Atlanta - Detroit - Los Angeles - Minneapolis - Nova Iorque |
| ExpressJet                     | Shreveport |
| Frontier Airlines              | Milwaukee |
| JetBlue Airways                | Boston |
| Spirit Airlines                | Atlanta - Baltimore - Chicago - Denver - Detroit - Fort Lauderdale - Las Vegas - Los Angeles - Minneapolis - Nova Orleans - Philadelphia - Portland - San Diego |
| United Airlines                | Chicago - Denver - Houston - Los Angeles - São Francisco - Washington |

### Internacionais
| Companhias Aéreas | Destinos |
| ----------------- | --- |
| Air Canada        | Toronto |
| American Airlines | Bogotá - Cancun - Cidade de Belize - Cidade de Guatemala - Cidade do México - Frankfurt - São Paulo (Guarulhos) - Londres - Madrid - Paris - Puebla - Tóquio - Toronto - Vancouver |
| Avianca           | San Salvador |
| British Airways   | Londres |
| Emirates Airlines | Dubai |
| Etihad Airways    | Abu Dhabi |
| Interjet          | Cidade do México |
| Lufthansa         | Frankfurt |
| Qatar Airways     | Doha |
| Volaris           | Guadalajara |
| WestJet           | Calgary |

### Cargas
| Companhias Aéreas | Destinos                                               |
| ----------------- | ------------------------------------------------------ |
| Air China         | Edmonton                                               |
| Cargolux          | Houston                                                |
| China Airlines    | Anchorage                                              |
| UPS Airlines      | Albuquerque - Boston - Nova Iorque - Ontario - Spokane |